# دوغ مونرو
دوغ مونرو (بالإنجليزية: Doug Munro)‏ هو لاعب كرة قدم أسترالية أسترالي، ولد في 7 فبراير 1917، وتوفي في 18 سبتمبر 1989.

## وصلات خارجية
- دوغ مونرو على موقع AustralianFootball.com (الإنجليزية)
- دوغ مونرو على موقع AFLtables.com (الإنجليزية)